# NGC 5262
NGC 5262 (другие обозначения — UGC 8606, ZWG 353.22, NPM1G +75.0089, KCPG 386B, PGC 47923) — галактика в созвездии Малая Медведица.
Этот объект входит в число перечисленных в оригинальной редакции «Нового общего каталога».